# Leia cincta
Leia cincta är en tvåvingeart som först beskrevs av Daniel William Coquillett 1895.  Leia cincta ingår i släktet Leia och familjen svampmyggor.
Artens utbredningsområde är Florida. Inga underarter finns listade i Catalogue of Life.